# Castelvecchio Calvisio
Castelvecchio Calvisio est une commune de la province de L'Aquila, dans les Abruzzes, en Italie.

## Administration
| Période                                  | Période  | Identité          | Étiquette | Qualité |
| ---------------------------------------- | -------- | ----------------- | --------- | ------- |
| 14 juin 2004                             | En cours | Dionisio Ciuffini |           |         |
| Les données manquantes sont à compléter. |          |                   |           |         |

### Communes limitrophes
Barisciano, Calascio, Capestrano, Carapelle Calvisio, Castelli (TE), Isola del Gran Sasso d'Italia (TE), Navelli, Ofena, San Pio delle Camere, Santo Stefano di Sessanio.